# Timballo (registro d'organo)
Con timballo, conosciuto anche come rollante, ci si riferisce a un particolare registro dell'organo.

## Struttura
Si tratta di un registro "accessorio", ideato per imitare il rullo dei tamburi, esistente in due versioni.
La prima versione, molto diffusa in Italia negli organi del XIX secolo, è costituita da due o quattro canne intonate ad altezze leggermente diverse l'una dall'altra (in genere un semitono) e viene attivata da un pedaletto alla destra della pedaliera. Azionando questo registro le due canne suonano insieme finché il pedaletto non viene disinserito, generando forti battimenti che ricordano il rullo di un tamburo (in questo caso il registro viene generalmente denominato Rollo a Vento).
Un'altra versione, più rara, ma frequente negli ottocenteschi lombardi, è costituita da canne in legno, larghe e tappate, destinate a imitare il suono dei tamburi su tutti e dodici i toni, sia suonate con la tecnica dello staccato che in continuo. Secondo alcuni musicologi le canne erano spesso intonate con un intervallo di quinta per essere suonate non contemporaneamente, bensì a imitazione dell'usuale modo di suonare i tamburi. È anche conosciuto come Pauke o Trommel in Germania.
Il timballo non è da confondere con la grancassa, che è un vero e proprio accessorio a percussione.